# Governatori romani della Licia e Panfilia
Questa è una lista (non completa) dei governatori storicamente attestati della provincia romana di Licia, ubicata nella parte meridionale dell'Anatolia e costituita provincia nel 43 d.C. dall'imperatore Claudio, e poi della provincia di Licia e Panfilia, creata dall'imperatore Vespasiano mediante fusione in un'unica unità amministrativa della Licia con la Panfilia, che in precedenza faceva parte della provincia di Galazia.
Nel 297, la provincia cessò di essere così formata a seguito delle riforme della pubblica amministrazione compiute dall'imperatore Diocleziano, con le quali i due territori furono separati nelle due province di Licia e di Panfilia, all'interno della Diocesi Asiana, nella Prefettura del pretorio d'Oriente.

## Governatori
Provincia di Panfilia
- Lucio Calpurnio Pisone 12-10 a.C.[3]

Provincia di Licia
- Quinto Veranio Nipote 43-48

Provincia di Licia e Panfilia
- Marco Hirrio Frontone Nerazio Pansa 70-72
- Gaio Caristanio Frontone 75/76
- Marco Petronio Umbrino 76, 78
- Tito Aurelio Quieto 80
- Publio Bebio Italico 86/87
- Gaio Anzio Aulo Giulio Quadrato 91 e anni 92/93
- Lucio Domizio Apollinare 93-96
- Gaio Trebonio Proculo Mezzio Modesto 99 e 101-103[4]
- Quinto Pompeo Falcone 103-107
- Marco Flavio Apro 125
- Quinto Servilio Pudente 152
- Tiberio Pollenio Armenio Peregrino 244